# 今治足球會
今治足球會（FC Imabari，FC今治）是日本的一支位於愛媛縣今治市的足球會，現時日本職業足球丙級聯賽角逐。他們於2016年2月正式取得日職聯百年計劃加盟球會的資格。
FC今治成立於1976年，於2009年至2011年期間曾是日乙球會FC愛媛的下部組織，2012年獨立成為現時的FC今治，已經在2020年賽季加盟日本職業足球丙級聯賽。